# El Balconcillo

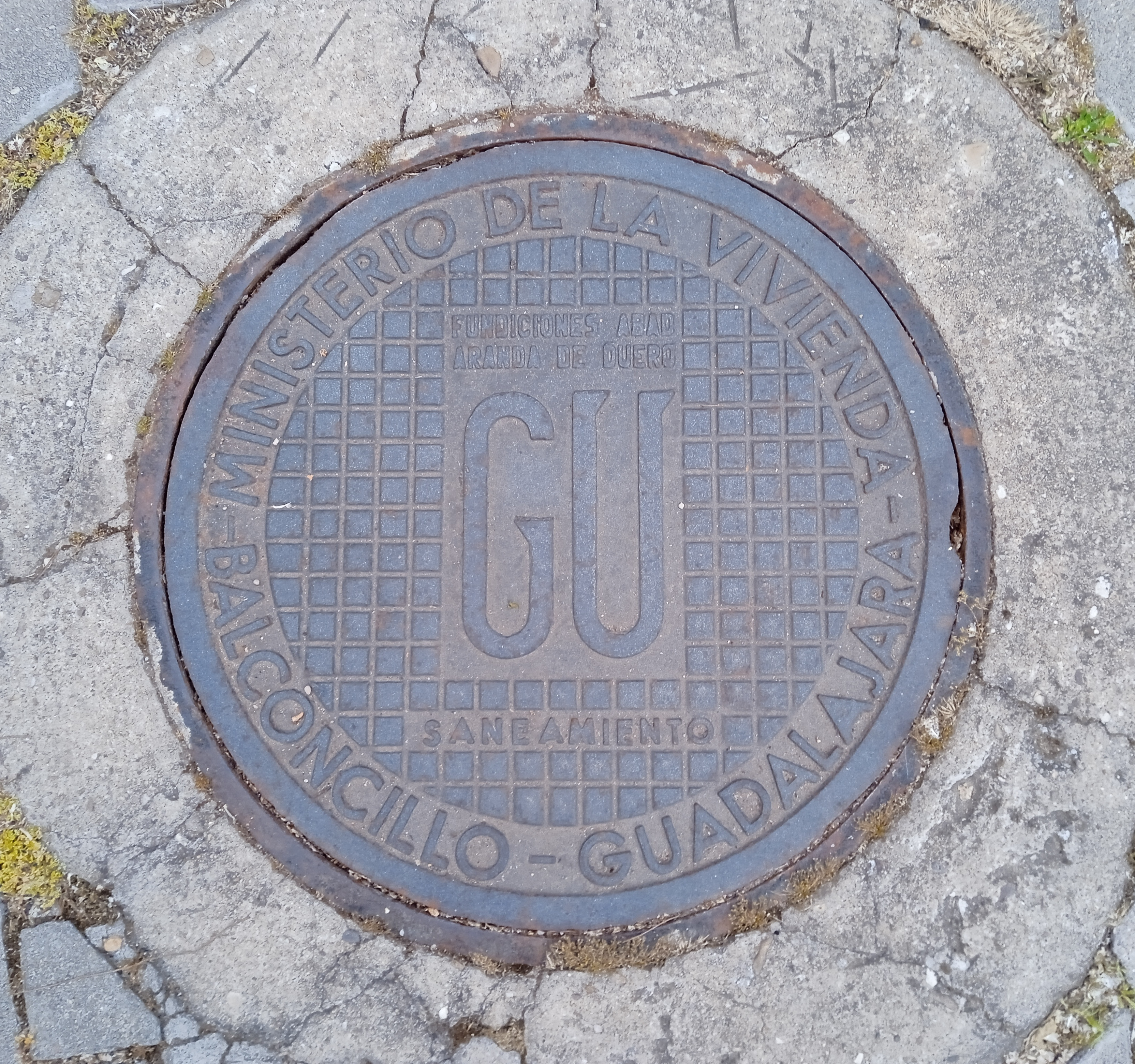
Tapa de registro del polígono.

El Balconcillo es un polígono de descongestión industrial de Madrid situado en Guadalajara (España). Se encuentra en el suroeste de la ciudad, está planteado para la acogida de barrios residenciales y un polígono de industria ligera y ocupa una superficie total de 174,8 hectáreas. Durante el crecimiento de la ciudad entre los años 1970 y 1990 es la zona de la ciudad donde más población se estableció.

## Descripción
Está dividido en dos zonas principales, la industrial en la parte baja y la residencial en la parte alta. La industrial ocupa un espacio de 32,8 ha dedicadas a la industria ligera y al sector terciario, se sitúa en la parte más al oeste, junto a la A-2, y tiene como eje principal la calle México. La zona residencial tiene una superficie de 136,6 ha está compuesta por distintos barrios delimitados por las vías principales: avenida del Ejército, calle de Julián Besteiro, calle de Cifuentes, calle de la Constitución, paseo de las Cruces, calle del Amparo y avenida de Castilla. Más cerca al polígono industrial se encuentra el barrio de Escritores, al oeste el de Las Ramblas, al norte los pisos del Rey, al este La Llanilla y en el centro el barrio del Balconcillo. 
La estructura urbanística es irregular, con algunas calles principales largas de donde salen otras menores subsidiarias y sigue una estructura de torres de viviendas aisladas. El Balconcillo supone un nuevo desarrollo urbano de Guadalajara dentro del continuo urbano, a diferencia de otros polígonos de descongestión de Madrid en otras ciudades, que se forman aislados del resto del núcleo principal, como el de Santa María de Benquerencia en Toledo.
En el polígono se encuentras algunos de los principales equipamientos de la ciudad como edificios servicios públicos y de la administración, el teatro Antonio Buero Vallejo, el campus universitario, el campo de fútbol Pedro Escartín, la estación de autobuses, centros comerciales y varios parques y jardines.